# Victor Ankarcrona
Conrad Victor Ankarcrona, född den 15 december 1823, död 9 oktober 1912, var en svensk ståthållare, kammarherre och överhovjägmästare.

## Biografi
Ankarcrona skrevs in som kadett vid krigsakademien på Karlberg 1837 och som 23-åring utnämndes han till sekundlöjtnant 1846 vid flottan. Han deltog som sekundlöjtnant i dansk-tyska kriget 1848–1850 på linjeskeppet Skjold och kanonbåten Eider. Han tog redan avsked 1853 med tillstånd att utan lön kvarstå i tjänsten. Under de följande åren utnämndes han till premiärlöjtnant och 1855 tog han definitivt avsked ur flottan.
Han blev kammarherre 1865, men hans hovliv skulle på riktigt börja år 1872 då Oscar II blev kung. Vid sin tronbestigning kallade kung Oscar Ankarcrona till sin kabinettskammarherre. Ankarcrona höll sig alltid utanför politiken. Han var Oscar II:s personliga vän och ville inte vara någonting annat, Kungen utnämnde honom 1883 till överhovjägmästare. Ankarcrona blev slutligen år 1889 utnämnd till ståthållare på Stockholms slott. Han är begraven på Norra begravningsplatsen utanför Stockholm.

### Familj
Victor Ankarcrona var son till kammarherren Theodor Wilhelm Ankarcrona och friherrinnan Charlotte Sture, på moderns sida härstammade han från en av Sveriges äldsta adelssläkter. Han var bror till Alexis Ankarcrona och Henric Ankarcrona.
Victor Ankarcrona gifte sig 1851 med sin kusin grevinnan Ebba Charlotta Bielke (1828–1911), dotter till Nils Bielke (1792–1845) och friherrinnan Ebba Florentine Sture. Genom äktenskapet blev han delägare av Tureholms och Örboholms gods i Södermanland. Victor Ankarcrona och Ebba Charlotta Bielke blev föräldrar till Anna Ebba Charlotta (född 1852), Ebba Eva Vilhelmina (född 1854), Nils Viktor Teodor (född 1856), Carl Gustaf Oskar (född 1857), Charlotta Sofia (född 1859), Nils Sten Teodor (född 1864), Anna Ida Paulina (född 1868) och Eva Viktoria (född 1871).

## Utmärkelser

### Svenska utmärkelser
- Riddare och kommendör av Kungl. Maj:ts Orden (Serafimerorden) med briljanter, 18 september 1897.[4]
- Konung Oscar II:s och Drottning Sofias guldbröllopsminnestecken, 1907.[5]
- Konung Oscar II:s jubileumsminnestecken, 1897.[5]
- Kronprins Gustafs och Kronprinsessan Victorias silverbröllopsmedalj, 1906.[5]
- Kommendör av första klassen av Nordstjärneorden, 9 april 1881.[6]
- Riddare av Nordstjärneorden, 1 december 1876.[6]
- Kommendör med stora korset av Vasaorden, 1 december 1886.[5]
- Riddare av Vasaorden, 3 maj 1868.[6]

### Utländska utmärkelser
- Riddare av Danska Elefantorden, 11 september 1906.[6]
- Storkorset av Danska Dannebrogorden, 17 september 1884.[6]
- Kommendör av 1.graden Danska Dannebrogorden, 5 juni 1875.[6]
- Dannebrogsmännens hederstecken, senast 1909.[5]
- Storkorset av Franska Hederslegionen, 1902.[6]
- Storkorset av Preussiska Röda örns orden, 29 september 1893.[6]
- Kommendör av första klassen av Norska Sankt Olavs orden, 6 juni 1882.[6]
- Riddare av Norska Sankt Olavs orden, 21 juli 1881.[6]
- Riddare av Ryska Vita örnens orden, senast 1909.[5]
- Riddare av första klass av Ryska Sankt Stanislausorden, 1879.[6]
- Storofficer av Rumänska Stjärnans orden, senast 1909.[5]
- Första klassen av Osmanska rikets Osmanié-orden, 1 november 1898.[6]